# 山西医药学院
山西医药学院是中华人民共和国的一所全日制本科公办普通高等学校，位于山西省吕梁市，有汾阳、孝义2个校区。

## 历史
1923年，美国基督教华北公理会创办山西省汾阳高级护理学校，1937年在南京国民政府行政院卫生署和中华护士学会备案，成为当时全国仅有的3所高级护理学校之一（另2所为北京协和、四川华西）。1985年，恢复重建。1996年，改名为山西医科大学汾阳学院（非独立学院）。2025年2月21日，中华人民共和国教育部同意山西医科大学汾阳学院分设为山西医药学院。